# 福里斯特格罗夫
福里斯特格罗夫（英語：Forest Grove）是美國奧勒岡州華盛頓縣的一座城市，位於奧勒岡州第一大城波特蘭西方約40公里，依據2020年美國人口普查人口為26,225人。帕西菲克大學即位於此城市。